# Spirobolus punctiplenus
Spirobolus punctiplenus är en mångfotingart som beskrevs av Karsch 1881. Spirobolus punctiplenus ingår i släktet Spirobolus och familjen Spirobolidae. Inga underarter finns listade i Catalogue of Life.